# MPEG-4 Parte 2
MPEG-4 Part 2 (H.263) es una técnica de compresión de vídeo desarrollada por MPEG. Pertenece al estándar ISO/IEC MPEG-4. Es un estándar de compresión basado en la Transformada de coseno discreta (DCT), similar a estándares anteriores como MPEG-1 y MPEG-2.
El otro códec de vídeo definido como parte del estándar MPEG-4, el MPEG-4 parte 10, es también llamado H.264 o AVC y fue desarrollado conjuntamente por el ITU-T y MPEG.

## Perfiles
Para concretar los diversos rangos de aplicación del estándar, desde la baja calidad, como cámaras de baja resolución, hasta la televisión de alta definición y los DVD, las diferentes herramientas de codificación del estándar se agrupan, según sus características, en perfiles y niveles. La Parte 2 de MPEG-4 tiene unos 21 perfiles, entre los que se encuentran: Simple, Advanced Simple, Main, Core, Advanced Coding Efficiency, Advanced Real Time Simple, etc. Los perfiles más utilizados son los de Advanced Simple y Simple, que es una parte del anterior.
La mayoría de los planes de compresión de vídeo estandarizan la trama de bits, e implícitamente el decodificador, dejando el diseño del codificador a implementaciones individuales. De esta manera, las implementaciones para un perfil en particular (como Xvid o DivX, que son implementaciones del perfil Advanced Simple) son todas técnicamente iguales en el lado del decodificador. Una posible comparación a esto la encontramos en un archivo MP3 que puede ser reproducido en cualquier reproductor de MP3, sin importar si ha sido creado con iTunes, Windows Media Player, LAME o el codificador más común, Fraunhofer.

## Perfil Simple (SP)
El perfil Simple Profile está pensado para situaciones en las que son necesarios un bitrate bajo y una baja resolución, impuestos por las condiciones en las que se aplica el estándar, como el ancho de banda de la red, el espacio de almacenamiento del dispositivo, etc. Algunos ejemplos los encontramos en los teléfonos móviles, algunos sistemas de vídeoconferencia, equipos de supervivencia.

## Advanced Simple Profile (ASP)
Las características técnicas más notables del Advanced Simple Profile (ASP), similar al H.263, en comparación con el Simple Profile, son:
- Soporte para la cuantización de estilo MPEG.
- Soporte para vídeo entrelazado.
- Soporte para imágenes B, o cuadros B.
- Compensación de movimiento Quarter Píxel (QPel).
- Compensación global de movimiento (GMC).

El soporte de cuantización y entrelazado MPEG han sido diseñados de la misma manera que lo está la Parte 2 de MPEG-2. El soporte para imágenes B, también, se ha desarrollado igual que en el H. 263v2 y en la Parte 2 de MPEG-2.
La compensación de movimiento en cuarto píxel es una innovación, y se ha incluido más tarde en la Parte 10 de MPEG-4 y VC-1. Algunas implementaciones prescinden del uso de esta característica, porque tiene efectos negativos sobre la velocidad y no siempre es beneficioso para la calidad de vídeo.
La característica de compensación global de movimiento no aparece implementada hoy en día en la mayoría de aplicaciones, aunque el estándar oficial requiere que el decodificador la soporte. La mayor parte de codificadores tampoco la implementa, y algunos expertos opinan que este complemento no proporciona ningún beneficio a la compresión. La utilización de la compensación global de movimiento en el perfil tiene un impacto perjudicial en la velocidad y añade una excesiva complejidad a la implementación.
- Datos: Q954973
- Multimedia: MPEG-4 Part 2 / Q954973